# Гуанамби
Гуанамби (порт. Guanambi) — муниципалитет в Бразилии, входит в штат Баия. Составная часть мезорегиона Юго-центральная часть штата Баия. Входит в экономико-статистический микрорегион Гуанамби. Население составляет 76 230 человек на 2006 год. Занимает площадь 1302,799 км². Плотность населения — 58,5 чел./км².
Праздник города — 14 августа.

## История
Город основан в 1919 году.

## Статистика
- Валовой внутренний продукт на 2003 год составляет 183 869 319,00 реалов (данные: Бразильский институт географии и статистики).
- Валовой внутренний продукт на душу населения на 2003 год составляет 2479,76 реалов (данные: Бразильский институт географии и статистики).
- Индекс развития человеческого потенциала на 2000 год составляет 0,701 (данные: Программа развития ООН).

## География
Климат местности: полупустыня.